# Virginie Peignien
 (août 2023).
 (mai 2014).
Virginie Peignien  est une actrice, scénariste et réalisatrice française. Elle est l'un des fondateurs de l'association de doublage Les Voix.

## Filmographie

### Actrice

#### Télévision
- La Bonne réalisé par Jacques Audoir
- Navarro (Mauvaises Actions, 2:4) réalisé par Serge Leroy
- A La Vie A L'Amour réalisé par Étienne Périer
- Contre vents et marées réalisé par Marion Sarraut
- Trop Libre Pour Toi réalisé par Dominique Tabuteau
- Cécile ma fille réalisé par Marion Sarraut
- Highlander (Tournage en anglais) réalisé par Paolo Barzman
- Affaire Mireille réalisé par Nicolas Gessner
- Touching Wild Horses (Tournage En Anglais) réalisé par Eleanore Lindo
- L'Orange de Noël réalisé par Jean-Louis Lorenzi
- Salut L'Angoisse réalisé par Maurice Frydland
- A Qui Profite Le Crime (Cmt Nerval) réalisé par Nicolas Ribowski
- Parisien tête de chien réalisé par Christiane Spiero
- Julie Lescaut (Cellules Mortelles) réalisé par Charlotte Brandström
- L'Échappée réalisé par Roger Guillot
- Miracle à l'Eldorado réalisé par Philippe Niang
- La Fine équipe réalisé par Yves Boisset
- Margot Des Clairies réalisé par Jean-Marc Seban
- Un Supplement D'Âme réalisé par Michaëla Watteaux
- Sam réalisé par Yves Boisset
- Cavalcade réalisé par Daniel Janneau
- Un Homme En Colère (Meurtre Pour Deux) réalisé par Dominique Tabuteau
- B.R.I.G.A.D. (Deux Filles En Cavale, 1:3) réalisé par Marc Angelo
- Une Femme Neuve réalisé par Didier Albert
- Le juge est une femme (Cadeau d'entreprise, 1:14) réalisé par Pierre Boutron
- Les Cordier, juge et flic (Série TV saison 8 - épisode 5) : Sang-Froid (Alice Duprez) - réalisation : Jean-Marc Seban
- L'Affaire Kergalen réalisé par Laurent Jaoui
- Raphaëlle Clément, médecin de famille réalisé par Didier Albert
- Cazas réalisé par Yves Boisset
- L'ombre sur le mur réalisé par Alexis Lecaye
- Central Nuit (6 Épisodes) réalisé par Didier Delaitre
- Toxico réalisé par Caroline Huppert
- Diane, femme flic (Par conviction) réalisé par Jean-Marc Seban
- Les Innocents réalisé par Denis Malleval
- Commissaire Cordier (Classe tout risque) réalisé par Thierry Petit
- JAG "L'homme invisible" réalisé par Jean-Marc Seban
- RIS réalisé par Éric Leroux
- Section de Recherche réalisé par Éric Le roux
- Plus belle la vie (saison 5) : Emilia Ravel
- Service Volé par Jérôme Foulon
- Criminel saison 1 (Netflix) par Marvin Kren
- Vise le cœur réalisé par Jérémy Minui
- Crooks réalisé par Marvin Karen et Cüneyt Kaya

#### Cinéma
- L'Engrenage de Frank Nicotra

### Scénariste
- Juste une heure (CM), prix du festival de Fréjus ; prix des femmes de Fresnes au festival de Créteil ; prix du festival de Villeurbanne.
- Les Deux Bûches (série québécoise)
- Vestiaires (saison 2 à 10) Astharté et Avalon pour France 2
- Lauréate du fonds d'aide à l'innovation avec Frédéric Davoust pour L'Honneur d'une demoiselle (8 × 52 min) Astharté
- Marâtre, Morveux et Mort aux Rats (90 min) Macondo Films
- Meurtres à Orléans (90 min) Phares et Balises et À La Vie Productions pour France 3
- "La vie épicée de Charlotte Lavigne" (12 × 26 min) Grand Large Productions.
- « Crimes Parfaits » La Boite à Images
- « 12 Heures de Liberté » (90 min) Astharté
- "Virage" (90 min) Astharté pour France 2

### Réalisatrice
- Juste une heure (court métrage) avec Sam Karmann et Marie Bunel (Prix du festival de Fréjus, Prix du festival de Villeurbanne, Prix des Femmes de Fresnes au festival du film de femmes de Créteil.

## Théâtre
- Le Barbier de Séville, m.e.s. Michel Vuillermoz
- Les Jumeaux vénitiens, production Les Masques d'or
- Un séducteur, production Jean-Pierre Andréani, Avignon
- Un séducteur de Jean-Pierre Andreani, Théâtre Mouffetard
- La Ronde, production Le Cado
- Le Retour de Casanova m.e.s. Arlette Téphany, C.D.N. La Limousine - Limoges
- Du vent dans les branches de sassafras de René de Obaldia, m.e.s. Arlette Téphany, C.D.N. La Limousine - Limoges
- Ludmila m.e.s. Laurence Le Guellan
- Les Directeurs m.e.s. Étienne Bierry, Théâtre de poche-Montparnasse
- Le Meilleur Professeur m.e.s. Stéphane Hillel, Théâtre de Paris et tournée en Province

## Distinctions
- Prix du festival de Fréjus ; prix des femmes de Fresnes au festival de Créteil ; prix du festival de Villeurbanne pour Juste Une Heure
- Bourse Fonds d'aide à l'innovation L'Honneur d'une demoiselle (8 × 52 min)
- Bourse Beaumarchais SACD 12 heures de Liberté